# Bernard and Doris
Bernard and Doris ist eine US-amerikanische Filmkomödie aus dem Jahr 2006. Regie führte Bob Balaban, das Drehbuch schrieb Hugh Costello.

## Handlung
Die Milliardärin Doris Duke verdankt ihr Vermögen ihrem Erbteil am Konzern American Tobacco. Sie stellt den mittellosen irischstämmigen Bernard Lafferty, der gerade einen Alkoholentzug in einer Suchtklinik hinter sich hat, als Butler ein. Seinen Vorgänger hat sie soeben aus belanglosen Gründen gefeuert, wobei sie grundsätzlich schnell bei der Hand ist, Personal einzustellen und zu entlassen und ihr Personal mit ihrer Pfennigfuchserei schikaniert. Bernard und Doris freunden sich an. Sie verbringen gemeinsam viel Zeit bei der Pflege von Orchideen in Doris’ Gewächshaus, und allmählich entwickelt sich zwischen dem sanftmütigen Bernard und der exzentrischen Doris ein Vertrauensverhältnis. Was Doris zum Rätseln bringt ist, dass Bernard, anders als ihr Personal und ihre Liebhaber, nichts von ihr verlangt und offensichtlich nicht von ihrem Reichtum profitieren will.
Doris merkt allmählich, dass Bernard homosexuell ist, und ermuntert ihn, Makeup aufzulegen, seinen Kleidungsstil zu verändern, Schmuck zu tragen. Von einer Reise bringt sie ihm einen kostbaren orientalischen, farbenprächtigen Seidenkaftan als Geschenk mit. Während einer längeren Abwesenheit seiner Chefin kann er seinem Verlangen nach Alkohol nicht mehr widerstehen, und er bedient sich aus ihrem Weinkeller, wobei er die edelsten Jahrgänge bevorzugt. Zurückgekehrt von ihrer Reise, findet sie ihren Butler alkoholisiert vor, das Gewächshaus ist in einem desolaten Zustand, der Weinkeller geplündert und schließlich fällt Lafferty volltrunken und nicht mehr Herr seiner Sinne vor ihrem Bett zu Boden. Sie lässt ihn in eine Klinik einliefern, entlässt ihn aber nicht. Doris holt sich weiterhin ihre Liebhaber ins Bett und erleidet in einer Liebesnacht einen Schlaganfall. Bernard eilt ins Krankenhaus, wacht an ihrem Krankenbett und bittet sie darum, ihn wieder als Butler anzunehmen. Er bedrängt sie, kein Pflegepersonal einzustellen, da er sie allein pflegen will. Gegen den erbitterten Widerstand ihres Vermögensberaters und langjährigen Freundes Waldo Taft lässt sie sich darauf ein.
Doris, die keine Chancen auf Heilung sieht, bespricht mit Bernard eingehend die Modalitäten ihrer Bestattung. Er gibt ihr eine Spritze und nimmt sie zärtlich in die Arme. Er ist dann der einzige Mensch, der bei der Feuerbestattung zugegen ist. Anschließend verstreut er, wie sie es gewünscht hat, ihre Asche im Meer. Bei der Testamentseröffnung stellt sich heraus, dass Lafferty ein kleines Vermögen erbt und dass er als Vorsitzender sämtlicher Stiftungen eingesetzt ist, auf die sie ihr restliches Vermögen verteilt hat.

## Hintergrund
Der Film wurde in New York City und unter anderem auch auf dem Landsitz Old Westbury Gardens, Long Island, gedreht. Die Weltpremiere fand am 17. Oktober 2007 auf dem Hamptons International Film Festival statt, das mit der Vorführung von Bernard and Doris eröffnet wurde.
Dominick Dunne und der Autor, Journalist und langjährige The-New-Yorker-Mitarbeiter Calvin Trillin (* 1935) haben Cameo-Auftritte als Mitglieder des Verwaltungsrats.

## Kritiken
Ginia Bellafante von der New York Times verglich den Film mit „the most delectable kind of Vanity Fair article, one that doesn’t leave you feeling guilty or venal or vaguely nuts for reveling in the particulars of great wealth even as you are made fully aware of all the isolating negatives.“
Peter Travers vom Rolling Stone nannte den Film ein „stunner of a movie [that’s] the hip antidote to multiplex junk such as Mad Money and Meet the Spartans. […] All praise to director Bob Balaban, who doesn’t miss a beat or a nuance in bringing us in, close as a whisper, to what might have been.“
Brian Lowry von Variety nannte den Film „a not-very-compelling two-character piece with showy moments for Susan Sarandon and Ralph Fiennes but not much else to recommend it […]. What the movie does provide is a rare indulgence in long, quiet scenes between the leads, which serve both as a showcase for the actors and a reminder as to how undercooked the script is. For Sarandon, Doris is a slightly less shrewish version of the evil queen she just played in Enchanted, while Fiennes is a model of restraint […] One can see why HBO would gamble on such a modest pickup based on the names attached. Still, much of what passed privately between employer and servant remains shrouded in mystery, and Bernard and Doris is ultimately unsatisfying in filling those gaps – real, imagined or otherwise.“

## Auszeichnungen
Film und Hauptdarsteller wurden für zahlreiche Preise nominiert, darunter den Golden Globe und den Emmy Award in mehreren Kategorien sowie den Screen Actors Award, ohne jedoch einen Preis zu gewinnen.
Golden Globe:
- Susan Sarandon (Nominierung)
- Ralph Fiennes  (Nominierung)